# Sergei Shirokov
Sergei Sergeyevich Shirokov (em russo: Серге́й Серге́евич Широков; Moscou, 10 de março de 1986) é um ponta profissional russo de hóquei no gelo, atualmente no Sibir Novosibirsk, da Liga Continental de Hóquei (KHL). Antes de assinar com o Vancouver em 2009, Shirokov jogou pelo CSKA Moscou por quatro temporadas na Superliga Russa e na Liga Continental de Hóquei. Ele retornou ao CSKA Moscou em 2011, após dois anos com o Vancouver Canucks e o Manitoba Moose.

## Prêmios e honrarias
| Prêmio        | Ano        |       |
| KHL           | KHL        | KHL   |
| ------------- | ---------- | ----- |
| All-Star Game | 2012, 2013 | [ 1 ] |
| Taça Gagarin  | 2017       | [ 2 ] |
| AHL           |            |       |
| All-Star Game | 2010, 2011 | [ 3 ] |